# Pałac Kmitów w Krakowie
Pałac Kmitów (także Kamienica Amendzińska) – zabytkowa kamienica znajdująca się w Krakowie, w dzielnicy I Stare Miasto przy ul. Floriańskiej 13, na Starym Mieście. Kamienica pierwotnie powstała w pierwszej połowie XIV wieku. Budynek ma attykę neoklasyczną, ale stropy wewnątrz są renesansowe. Wewnątrz również znajduje się kolumna renesansowa z roku 1508 oraz XVI-wieczny gotycko-renesansowy kominek. 

## Etymologia nazwy
Od I połowy XVI w. własność wojewody krakowskiego P. Kmity, na zamówienie którego przebudowana w stylu pałacowym. W 1553 pałac w spadku przejęła A. Kmitówna, a następnie jej syn. Stąd pierwotna nazwa budynku – Pałac Kmitów. Kamienica należała w latach 1612–1637 do rajcy olkuskiego (dzierżawcy olkuskich kopalń srebra) – S. Amendy, stąd jej kolejna nazwa Kamienica Amendzińska. Później kamienica kilkakrotnie zmieniała właścicieli. 

## Historia
Wiadomo, że w końcu XVI w. mieszkała tu Dorota Barzina, wdowa po wojewodzie krakowskim Stanisławie Barzim. Później rezydencja pozostawała przez dłuższy czas w rękach Stanisława Amandi, rajcy olkuskiego i dzierżawcy tamtejszych kopalń srebra oraz właściciela Balic. Następnie budowla ta należała do sekretarza królewskiego Mikołaja Wizemberka, a potem do wielkiego łowczego królewskiego. W latach następnych kamienica przechodziła przez wiele rąk szlacheckich i mieszczańskich właścicieli. Na przykład w początkach XIX w. była własnością przedsiębiorczego kupca Józefa Rohma, prowadzącego tu duży handel korzenny i norymberski (tzw. towary norymberskie). Dopiero badania prowadzone po II wojnie światowej podczas restauracji obiektu wykazały, że niegdyś kamienica Amendzińska była reprezentacyjną miejską siedzibą możnego i wpływowego rodu Kmitów, do którego należał m.in. Piotr Kmita (zm. 1409) i Piotr Kmita z Wiśnicza. Z okresu świetności pałacu Kmitów niewiele detali dotrwało do dziś. Można tu wymienić piękne nadproże gotycko-renesansowe w sieni, kilka kamiennych obramień z XVI w. w głębi podwórza oraz renesansowe stropy wewnątrz budowli. Pałac posiada neoklasyczną attykę z płaskorzeźbami z gipsu. W jej części środkowej widzimy obraz koronacji Matki Bożej przez Trójcę Świętą, a po bokach orły walczące z wężami. Wnętrza dawnej rezydencji ozdobione są ciekawymi zabytkowymi freskami. Można tam też zobaczyć łukowe sklepienia oraz kolumnę podtrzymującą strop. Czytelny jest jeszcze reprezentacyjny układ pierwszego piętra (piano nobile) – pozostałość klasycznego założenia pałacowego. Całość uzupełnia malowniczy dziedzińczyk i zamykająca go oficyna. W 1989 została przeprowadzona konserwacja budynku.

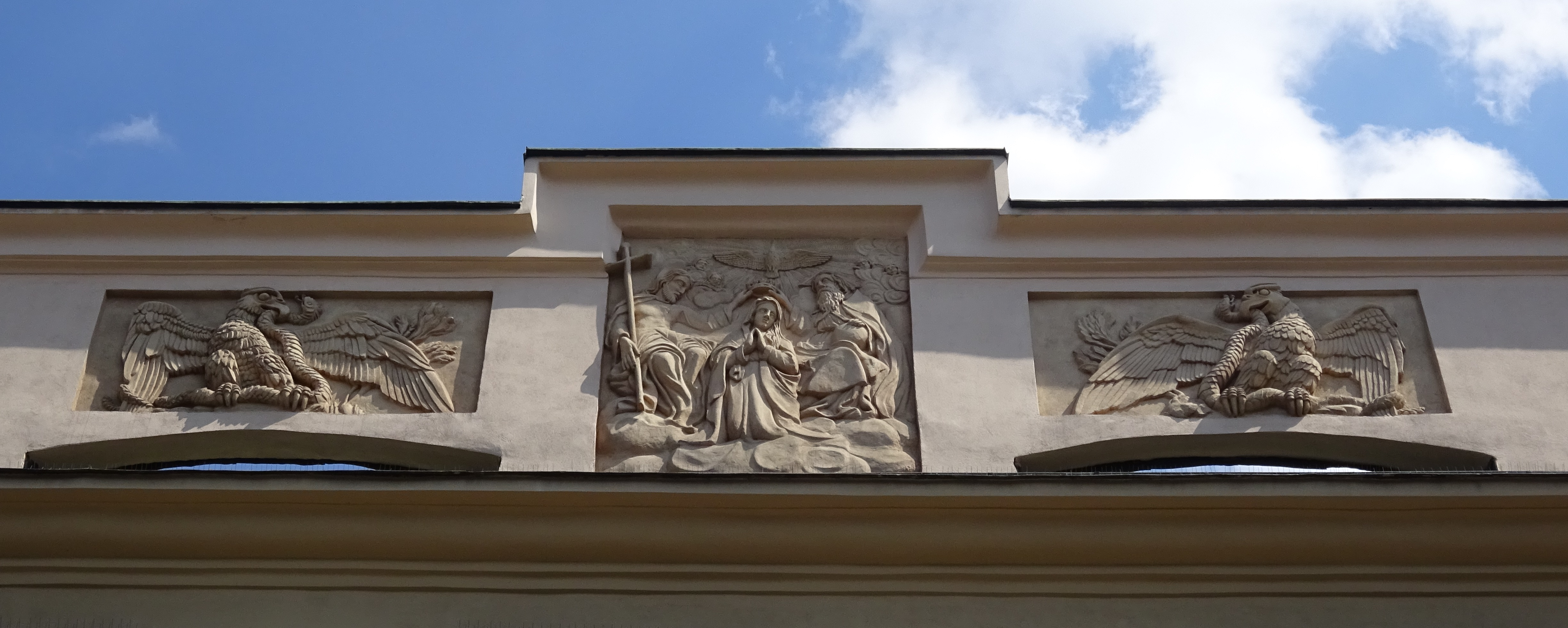
Płaskorzeźby obrazujące koronację Matki Boskiej przez Trójcę Świętą (pośrodku) i orły walczące z wężami (po bokach) na szczycie pałacu